# Bundesgesetzblatt (Німеччина)
Bundesgesetzblatt I. («Федеральні відомості») — німецьке офіційне друковане видання, офіційне джерело опублікування федерального законодавства. Засноване 1949 року.